# Lhotka (Kostelany)
Lhotka (deutsch Lhotka, 1939–1945 Klein Freiung) ist ein Ortsteil der Gemeinde Kostelany in Tschechien. Er liegt acht Kilometer südlich von Kroměříž und gehört zum Okres Kroměříž.

## Geographie
Lhotka befindet sich im Norden des Marsgebirges auf einem Höhenrücken zwischen den Tälern des Trňák und der Zlámanka. Nördlich erhebt sich der Lhotecký kopec (288 m), im Südosten die Kopaniny (344 m) und die Kula (391 m), südlich die Dvorská (382 m), im Westen der Milovický kopec (335 m) und nordwestlich die Kopaniny (309 m). Gegen Süden erstreckt sich der Naturpark Chřiby.
Nachbarorte sind Šelešovice und Zlámanka im Norden, Velké Těšany und Bařice im Nordosten, Vrbka im Osten, Lubná im Südosten, Boří, Čenče und Kostelany im Süden, Újezdsko und Milovice im Südwesten, Cvrčovice und Zdounky im Westen sowie Skržice und Soběsuky im Nordwesten.

## Geschichte
Erstmals schriftlich erwähnt wurde Lhota im Jahre 1382, als Čeněk von Konečná das Dorf zusammen mit Cvrčovice und einem Hof in Lazníky an Oldřich von Mydlovary überschrieb. Wahrscheinlich bildete Lhota zusammen mit Cvrčovice ursprünglich ein selbständiges Gut. Im Jahre 1406 gehörte das Dorf Sobeň von Lhota, der es drei Jahre später an Frank von Morkovice verkaufte. Pavlík von Eywans Mutter Svena, die eine Mitgift auf Lhota besaß, verlegte diese 1409 auf ihr Gut Skržice. Infolge des Verkaufes entstand 1412 eine Fehde zwischen Frank von Morkovice, Smil von Lhota und Pavlík von Skržice. Im selben Jahr überschrieb Frank von Morkovice einen Teil des Gutes als Mitgift an Litek von Stranices Ehefrau Zdinka. 1561 wurde das Gut Lhota an die Herrschaft Zdounky angeschlossen. 1564 wurden die Zoubek von Zdětín neue Herren von Zdounky. Kateřina Eliška Zoubková vermachte ihren Besitz 1635 an den Jesuitenorden. Seit dem 17. Jahrhundert wird der Ort als Lhotka bezeichnet. Nach der Säkularisation fiel Zdounky 1785 an den Religionsfonds aus dem es 1806 die Grafen Lamberg erwarben. Bis zur Mitte des 19. Jahrhunderts blieb der Ort immer nach Zdounky untertänig.
Nach der Aufhebung der Patrimonialherrschaften bildete Lhotka ab 1850 eine Gemeinde in der Bezirkshauptmannschaft Kroměříž. Mit Beginn des Jahres 1961 wurde Lhotka zusammen mit Újezdsko und Kostelany zu der Gemeinde Chřibsko vereinigt. Diese änderte zum 1. April 1991 ihren Namen in Kostelany. In Lhotka lebten 1991 75 Personen. Beim Zensus von 2001 bestand der Ort aus 33 Häusern, in denen 76 Menschen lebten.

## Sehenswürdigkeiten
- Kapelle
- Statue der Unbefleckten Empfängnis Mariä, aus der ersten Hälfte des 20. Jahrhunderts